# Jean Albert Gauthier-Villars
Jean Albert Gauthier-Villars (* 31. März 1828 in Lons-le-Saunier; † 5. Februar 1898 in Paris) war ein französischer  Verleger.

## Leben
Gauthier-Villars besuchte die Pariser Polytechnische Schule. Danach arbeitete er als  Telegrapheningenieur im Staatsdienst.  1863 quittierte er seine Stellung, um im Folgejahr die seit 1791 bestehende Druckerei und Verlagsbuchhandlung  Mallet-Bachelier zu erwerben. Dieses schon prosperierende Unternehmen  nahm unter seiner Leitung einen rasanten Aufschwung. Das Verlagshaus spezialisierte sich auf die Herausgabe wissenschaftlicher, insbesondere  mathematischer Werke und wissenschaftlicher Periodika. Mit den in seinem Hause verlegten  Werken von Augustin-Louis Cauchy, Pierre de Fermat, Joseph Fourier, Joseph-Louis Lagrange und Pierre-Simon Laplace sowie später Henri Poincaré, Émile Borel, Louis Bachelier, Albert Einstein und Paul Lévy etablierte Gauthier-Villars sein Unternehmen zu einem der führenden französischen Wissenschaftsverlage. Überdies veröffentlichte Gauthier-Villars eine Reihe von Artikeln über Techniken der Holzkonservierung für die »Annales télégraphiques« (1859).

## Familie
Sein zweitgeborener Sohn war Henry Gauthier-Villars

## Publikationsverzeichnis Periodika 19. Jahrhundert
- Les comptes-rendus de l'Académie des sciences (France)|Académie des Sciences de Paris
- Les annales de l'Observatoire
- Les publications du Bureau des longitudes
- Les publications du Bureau central météorologique
- Les publications du Bureau international des poids et mesures
- Le Journal de l'École polytechnique (France)|École Polytechnique